# Ruder-Europameisterschaften 2011

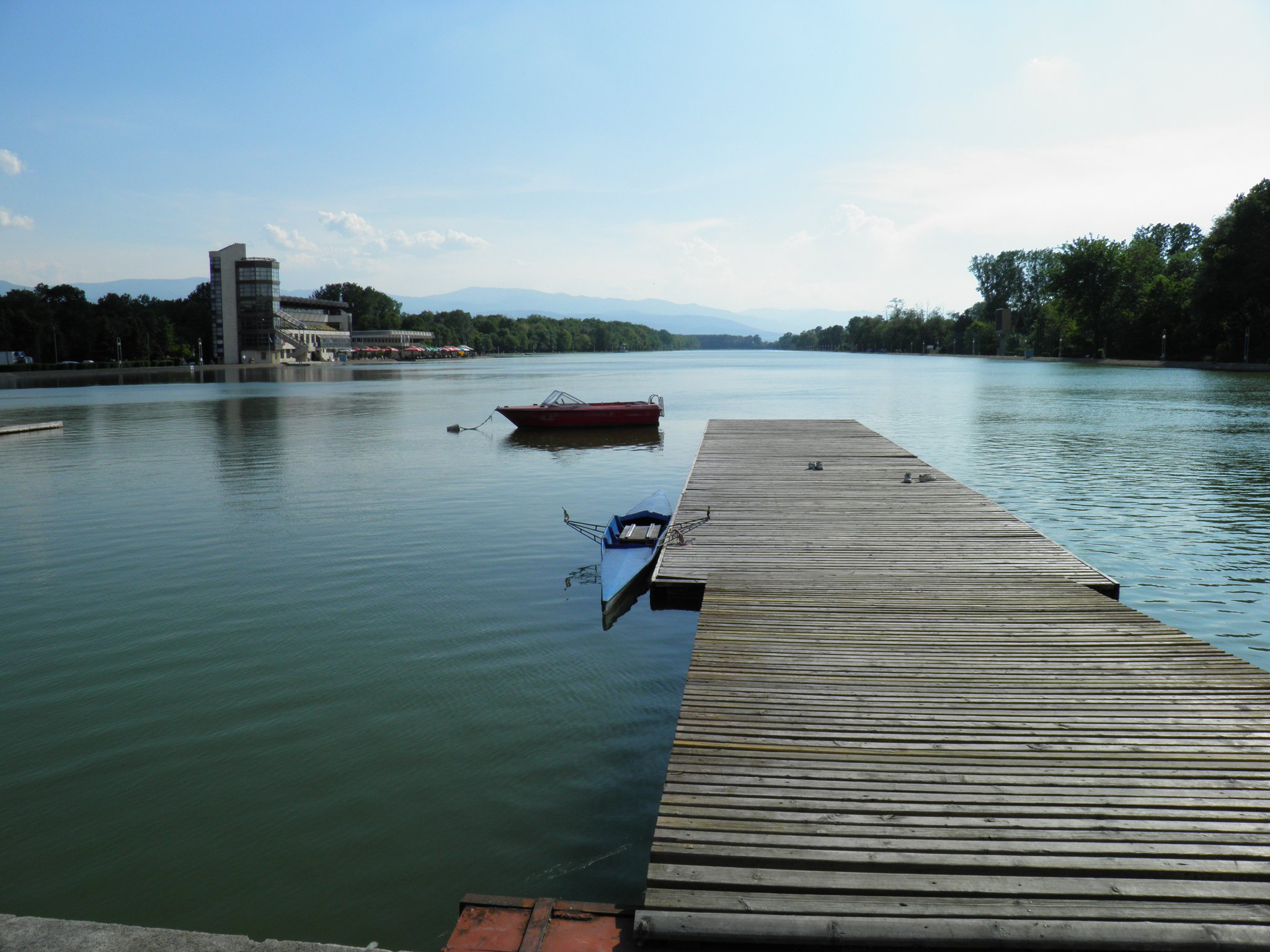
Die Austragungsstätte

Die Ruder-Europameisterschaften 2011 fanden vom 16. bis 18. September 2011 am Ruderkanal Plowdiw in Bulgarien statt. Es wurden 136 Boote mit 389 Athleten aus 28 Ländern in 14 Wettbewerben gemeldet.

## Ergebnisse

### Männer
| Bootsklasse                                  | Gold | Gold    | Silber | Silber  | Bronze | Bronze  |
| -------------------------------------------- | --- | ------- | --- | ------- | --- | ------- |
| Einer (M1x)                                  | Litauen Mindaugas Griškonis | 7:02,74 | Deutschland Falko Nolte | 7:04,99 | Kroatien Mario Vekić | 7:08,17 |
| Doppelzweier (M2x)                           | Litauen Saulius Ritter Rolandas Maščinskas | 6:23,05 | Serbien Marko Marjanović Dušan Bogićević                                                                                         | 6:24,90 | Russland Artjom Kossow Dmitri Chmylnin | 6:25,87 |
| Doppelvierer (M4x)                           | Russland Nikita Morgatschow Alexei Swirin Igor Salow Sergei Fedorowzew                                                                                      | 5:45,17 | Estland Andrei Jämsä Allar Raja Tõnu Endrekson Kaspar Taimsoo                                                                    | 5:47,07 | Polen Konrad Wasielewski Wiktor Chabel Kamil Zajkowski Piotr Licznerski                                                                                       | 5:51,00 |
| Zweier ohne Steuermann (M2-)                 | Griechenland Nikolaos Gountoulas Apostolos Gountoulas | 6:31,63 | Italien Niccolò Mornati Lorenzo Carboncini                                                                                       | 6:34,26 | Serbien Jovan Popović Nikola Stojić | 6:43,97 |
| Vierer ohne Steuermann (M4-)                 | Griechenland Stergios Papachristos Giannis Tsilis Georgios Tziallas Ioannis Christou                                                                        | 5:58,12 | Belarus Wadsim Ljalin Dsjanis Mihal Stanislau Schtscharbatschenja Alexander Kosubowski                                           | 6:01,45 | Italien Mario Paonessa Francesco Fossi Luca Agamennoni Andrea Palmisano                                                                                       | 6:06,10 |
| Achter (M8+)                                 | Polen Marcin Brzeziński Rafał Hejmej Dariusz Radosz Piotr Hojka Mikołaj Burda Piotr Juszczak Krystian Aranowski Michał Szpakowski Daniel Trojanowski (Stm.) | 5:37,38 | Tschechien Jiří Srna Kornel Altman David Szabo Jan Pilc Jakub Podrazil Jakub Koloc Petr Melichar Matyáš Klang Martin Suma (Stm.) | 5:39,38 | Ukraine Anton Choljasnykow Wiktor Hrebennykow Iwan Tymko Artem Moros Andrij Pryweda Walentin Klezkoi Oleh Lykow Serhij Tschykanow Olexander Konowaljuk (Stm.) | 5:39,63 |
| Leichtgewichts-Doppelzweier (LM2x)           | Italien Lorenzo Bertini Elia Luini | 6:28,83 | Griechenland Eleftherios Konsolas Panagiotis Magdanis                                                                            | 6:31,84 | Portugal Pedro Fraga Nuno Mendes | 6:34,08 |
| Leichtgewichts-Vierer ohne Steuermann (LM4-) | Italien Daniele Danesin Andrea Caianiello Marcello Miani Martino Goretti                                                                                    | 6:02,68 | Tschechien Jan Vetešník Ondřej Vetešník Jiří Kopáč Miroslav Vraštil                                                              | 6:05,63 | Serbien Nemanja Nešić Miloš Stanojević Nenad Babović Miloš Tomić                                                                                              | 6:08,77 |

### Frauen
| Bootsklasse                        | Gold | Gold    | Silber | Silber  | Bronze | Bronze  |
| ---------------------------------- | --- | ------- | --- | ------- | --- | ------- |
| Einer (W1x)                        | Tschechien Mirka Knapková | 7:52,03 | Russland Julija Lewina | 7:58,37 | Litauen Donata Vištartaitė | 8:02,46 |
| Doppelzweier (W2x)                 | Ukraine Anastassija Koschenkowa Jana Dementjewa | 7:06,17 | Serbien Iva Obradović Ivana Filipović | 7:08,27 | Tschechien Lenka Antošová Jitka Antošová | 7:11,31 |
| Doppelvierer (W4x)                 | Ukraine Switlana Spirjuchowa Natalija Huba Tetjana Kolesnikowa Kateryna Tarassenko                                                                                  | 6:32,75 | Polen Agnieszka Kobus Karolina Gniadek Sylwia Lewandowska Natalia Madaj | 6:35,30 | Rumänien Cristina Ilie Ioana Crăciun Camelia Lupașcu Nicoleta Albu                                                                                       | 6:41,61 |
| Zweier ohne Steuerfrau (W2-)       | Rumänien Camelia Lupașcu Nicoleta Albu | 7:29,22 | Belarus Julija Bitschyk Natallja Helach | 7:31,50 | Italien Claudia Wurzel Sara Bertolasi | 7:37,79 |
| Achter (W8+)                       | Rumänien Maria Bursuc Ionelia Zaharia Cristina Grigoraș Irina Dorneanu Adelina Cojocariu Andreea Boghian Roxana Cogianu Enikő Mironcic Talida-Teodora Gîdoiu (Stf.) | 6:14,98 | Belarus Jekaterina Schljupskaja Marharyta Krechka Wolha Berasnjowa Natallja Helach Hanna Nachajewa Tatjana Kuchta Julija Bitschyk Anastassija Fadsejenka Jaraslawa Paulowitsch (Stf.) | 6:20,52 | Ukraine Oksana Golub Ganna Gutsalenko Olha Hurkowska Nina Proskura Olena Burjak Switlana Nowytschenko Ljubow Staschko Anna Konzewa Anna Haidukowa (Stf.) | 6:23,82 |
| Leichtgewichts-Doppelzweier (LW2x) | Griechenland Christina Giazitzidou Alexandra Tsiavou | 7:15,50 | Vereinigtes Königreich Kathryn Twyman Andrea Dennis | 7:20,26 | Italien Laura Milani Enrica Marasca | 7:24,88 |

## Medaillenspiegel
| Platz | Land                   | Gold | Silber | Bronze | Gesamt |
| ----- | ---------------------- | ---- | ------ | ------ | ------ |
| 1     | Griechenland           | 3    | 1      | 1      | 5      |
| 2     | Italien                | 2    | 1      | 3      | 6      |
| 3     | Ukraine                | 2    |        | 2      | 4      |
| 4     | Litauen                | 2    |        | 1      | 3      |
| 4     | Rumänien               | 2    |        | 1      | 3      |
| 6     | Tschechien             | 1    | 2      | 1      | 4      |
| 7     | Polen                  | 1    | 1      | 1      | 3      |
| 7     | Russland               | 1    | 1      | 1      | 3      |
| 9     | Belarus                |      | 3      |        | 3      |
| 10    | Serbien                |      | 2      | 2      | 4      |
| 11    | Deutschland            |      | 1      |        | 1      |
| 11    | Estland                |      | 1      |        | 1      |
| 11    | Vereinigtes Königreich |      | 1      |        | 1      |
| 14    | Kroatien               |      |        | 1      | 3      |
| 14    | Portugal               |      |        | 1      | 3      |
| Summe | Summe                  | 14   | 14     | 14     | 42     |